# Yugambal
Yugambal är ett utdött australiskt språk. Yugambal talades i Queensland. Yugambal tillhörde de pama-nyunganska språken.